# Маточкина, Юлия Геннадьевна
Юлия Геннадьевна Маточкина (род. 14 июня 1983, Мирный, Архангельская область) — российская оперная певица (меццо-сопрано). Солистка Мариинского театра.

## Биография
Родилась 14 июня 1983 года в городе Мирный Архангельской области в семье военнослужащего. Заниматься музыкой начала с 4 лет. Окончила школу искусств по классу скрипки, одновременно занимаясь вокалом у Ольги Юрьевны Шафиковой (Сальниковой). После поступила в архангельское областное музыкальное училище (ныне Архангельский музыкальный колледж) по классу хорового дирижирования (педагог — Сергей Михайлович Чубов). В училище занималась вокалом у педагога Нины Матвеевны Демидовой. Во время обучения в 2003 году стала лауреатом областного конкурса вокалистов города Архангельска.
Училась в Петрозаводской государственной консерватории им. А. К. Глазунова под руководством профессора Виктории Алексеевны Гладченко. В 2006 году в опере «Евгений Онегин» П. И. Чайковского (постановка Карельской государственной филармонии) исполнила партию Ольги. Будучи студенткой четвёртого курса консерватории была приглашена в Академию молодых певцов Мариинского театра в качестве солистки. В том же году дебютировала в премьерном спектакле «Свадьба Фигаро» режиссёра-постановщика Александра Петрова. С 2008 по 2017 годы являлась солисткой Академии молодых певцов, после чего была переведена в основную труппу Мариинского театра.
В 2018 дебютировала в Большом театре, исполнив главную роль в опере «Кармен» Жоржа Бизе.

## Творчество
В репертуаре Юлии Маточкиной следующие оперные партии:
| Опера | Партия               |
| --- | -------------------- |
| «Кармен» Ж. Бизе | Кармен               |
| «Троянцы» Г. Берлиоза | Дидона               |
| «Дон Кихот» Ж. Массне | Прекрасная Дульсинея |
| «Самсон и Далила» К. Сен-Санса | Далила               |
| «Дон Карлос» Дж. Верди | Эболи                |
| «Бенвенуто Челлини» Г. Берлиоза | Асканьо              |
| «Адриана Лекуврёр» Ф. Чилеа | Принцесса Де Буйон   |
| «Вертер» Ж. Массне | Шарлотта             |
| «Тристан и Изольда» Р. Вагнера | Брангена             |
| «Парсифаль» Р. Вагнера | Кундри               |
| «Евгений Онегин» П. И. Чайковского | Ольга                |
| «Пиковая дама» П. И. Чайковского | Полина               |
| «Снегурочка» Н. А. Римского-Корсакова | Весна                |
| «Майская ночь» Н. А. Римского-Корсакова | Ганна                |
| «Царская невеста» Н. А. Римского-Корсакова | Любаша               |
| «Борис Годунов» М. Мусоргского | Царевич Федор        |
| «Хованщина» М. Мусоргского | Марфа                |
| «Снегурочка» Н. А. Римского-Корсакова | Лель                 |
| «Свадьба Фигаро» В.-А. Моцарта | Керубино             |
| «Сказки Гофмана» Ж. Оффенбаха | Никлаус              |
| «Сон в летнюю ночь» Б. Бриттена | Гермия               |
| «Обручение в монастыре» С. Прокофьева | Клара                |
| «Так поступают все» В.-А. Моцарта | Дорабелла            |
| «Русалка» А. Дворжака | Колдунья             |
| «Война и мир» С. Прокофьева | Соня                 |
| Концертный репертуар певицы включает в себя: - «Stabat Mater» Перголези - «Stabat Mater» Россини - Реквием Моцарта и Верди - «Жалобная песня», симфония № 2 и № 8 Малера - Оратория «Иван Грозный» Прокофьева - Драматическая симфония «Ромео и Джульетта» Берлиоза - Кантата «Александр Невский» Прокофьева - Кантата «Москва» Чайковского |                      |

Юлия сотрудничала со многими известными дирижёрами, среди которых Валерий Гергиев, Павел Смелков, Кристиан Кнапп, Джеймс Конлон, Гавриэль Гейне, Михаэль Гюттлер, Факундо Агудин, Джузеппе Саббатини, Ренат Салаватов, Василий Синайский, Туган Сохиев, Михаил Татарников, Александр Титов, Борис Грузин и др.
Юлия Маточкина выступала на ведущих международных фестивалях: «Звезды белых ночей», Московский Пасхальный фестиваль, фестиваль Дениса Мацуева, Эдинбургский фестиваль, фестивали в Баден-Бадене (Германия), Миккели (Финляндия), Вербье (Швейцария), «Би-Би-Си Промс» (Лондон). С оперной труппой Мариинского театра принимала участие в гастролях во многих странах.

## Награды
Юлия Маточкина является лауреатом XXVI международного Собиновского фестиваля в Саратове (2013), IX Международного конкурса молодых оперных певцов имени Н. А. Римского-Корсакова в Тихвине (2015) и XV Международного конкурса имени П. И. Чайковского в Москве.